# Sankt Radegund bei Graz
Sankt Radegund bei Graz é um município da Áustria, situado no distrito de Graz-Umgebung, na estado da Estíria. Tem 21,55 km² de área e sua população em 2019 foi estimada em 2.150 habitantes.